# Walter Sullivan
Walter Sullivan är en fiktiv rollfigur och antagonist i TV-spelet Silent Hill 4: The Room. Han nämns dock redan i Silent Hill 2 i en tidningsartikel.
Trots att han är huvudmotståndaren i spelet, och spelkaraktären (den man spelar som) är en ung man vid namn Henry Townshend, pekar många på att Walter egentligen är spelets huvudperson alltsedan storyn kretsar kring honom.

## Biografi
Walter Sullivan föddes 1970 i staden Ashfield i Rum 302 i South Ashfield Heights lägenheter. Kort efter hans födelse flydde hans biologiska föräldrar från lägenheten och lämnade det nyfödda barnet kvar, eftersom det tycktes "onaturligt" att föda i hemmet. Spädbarnet blev senare upptäckt av vicevärden, Frank Sunderland, som skickade barnet till det närliggande St. Jerome's Lasarett. Efter en vistelse i sjukhuset, blev han en myndling och vidareskickad till Wish House för föräldralösa barn i Silent Hill. Det var där han började sin verksamhet å Ordens vägnar, sekten som bedrevs runt området.
När han så småningom fick kännedom om sin tragiska födelse, började den unga Sullivan gradvis tro att själva Rum 302 var hans mor, och han började göra månatliga turer till Ashfield för att besöka "henne", till förfäran för lägenheternas dåvarande bofasta. Under sina sena tonår fick Walter vetskap om de "21 Sakramenten", en obskyr ceremoni i Ordens lära som han kunde använda för att "väcka upp" sin "mor".
En tid senare träffar han hastigt på den femåriga Eileen Galvin. Av sympati ger Eileen den förvirrade Walter en av hennes dockor, och går sedan iväg med sin mamma. Scenen där Eileen lycklig går vid sidan av sin mor med dockan i handen inger en djup sorg inom Walter, som han sörjer obehärskat.
När Sullivan var 24 år började han med sitt mördarfestande, och mördade 10 personer på lika många dagar, drog ut deras hjärtan och ristade in siffrorna 01121-10121 i deras kroppar. Han gjorde ingen insats för att dölja sina spår, eftersom han gick så långt som att rista in sitt eget namn i köttet på offren. Han blev gripen och dömd, men tros ha begått självmord i fängelset genom att hugga sig själv i nacken med en soppslev i metall och skära ur sin kroppspulsåder. Trots att "han" begravdes i en omärkt grav nära Wish House, så sågs en man med hans beskrivning utanför Rum 302 i South Ashfield Heights' lägenheter tre dagar senare.
Det är senare känt i spelet att Walters egentliga dödsplats var inom Rum 302's väggar, där han utförde en ritual kallad "Heligt Övertagande" för att befria sig själv från den naturliga världens lagar och skapa en egen.
Tre år senare hittades ett nytt lik, mördat på liknande sätt som Sullivans tidigare offer, och de skrämmande lika siffrorna 12121 var inristade i kroppen. Polisen misstänkte ett "copycat case", trots att hjärtat inte var utslitet och det inte fanns ett namn inristat. Detektivjournalisten Joseph Schreiber trodde dock annorlunda. Vid denna tidpunkt presenterade han sin teori, och menade att polisen hade misslyckats med att fånga den riktige Walter Sullivan, och han började undersöka Walters liv i anslutning till en tidigare undersökning inom sekten i Silent Hill. När han slutligen hittade Walters grav, upptäckte Schreiber att det inte fanns någon kropp inuti och att siffrorna 11121 var inristade i kistan. Ytterligare två kroppar upptäcktes under de närmaste veckorna, var och en med siffrorna 13121 och 14121. Joseph Schreiber anmäldes saknad från Rum 302 kort därefter. Vad polisen aldrig insåg var att numren 01121-14121 egentligen betydde 01/21-14/21, vilket betydde att Sullivan planerade att mörda 21 offer allt som allt.
Genom Ordens läror trodde Sullivan att de 21 offrens död skulle hjälpa till att befria hans "mor", alltså Rum 302, och återuppväcka henne så att han kunde leva i hennes "sköte" en gång till och vara skyddad från världen som terroriserade honom. I spelet förekommer de flesta av hans offer som spöken.

## Offer
- 01/21 - Jimmy Stone: First of the Ten Hearts
- 02/21 - Bobby Randolph: Second of the Ten Hearts
- 03/21 - Sein Martin: Third of the Ten Hearts
- 04/21 - Steve Garland: Fourth of the Ten Hearts
- 05/21 - Rick Albert: Fifth of the Ten Hearts
- 06/21 - George Rosten: Sixth of the Ten Hearts
- 07/21 - Billy Locane: Seventh of the Ten Hearts
- 08/21 - Miriam Locane: Eighth of the Ten Hearts
- 09/21 - William Gregory: Ninth of the Ten Hearts
- 10/21 - Eric Walsh: Last of the Ten Hearts
- 11/21 - Walter Sullivan: Assumption
- 12/21 - Peter Walls: Void
- 13/21 - Sharon Blake: Darkness
- 14/21 - Toby Archbolt: Gloom
- 15/21 - Joseph Schreiber: Despair (Giver of Wisdom)
- 16/21 - Cynthia Velasquez: Temptation
- 17/21 - Jasper Gein: Source
- 18/21 - Andrew DeSalvo: Watchfulness
- 19/21 - Richard Braintree: Chaos
- 20/21 - Eileen Galvin: Mother (Reborn)
- 21/21 - Henry Townshend: Wisdom (Receiver of Wisdom)